# Seigi Ozeki
Seigi Ozeki (大関正義, Ozeki Seki) (Kōriyama, 17 décembre 1973) est un mannequin, comédien de théâtre et acteur japonais.

## Filmographie
- 2007 : The Odd Couple
- 2010 : Yamada, la voie du samouraï
- 2014 : Rak fang khiao